# Gagea kuraiensis
Gagea kuraiensis (лат.) — вид однодольных растений рода Гусиный лук (Gagea) семейства Лилейные (Liliaceae). Впервые описан российским ботаником Игорем Германовичем Левичевым в 2001 году.

## Распространение
Эндемик российской части Алтая, известный из Курайской степи (Республика Алтай). Типовой экземпляр собран близ устья реки Корумту.

## Ботаническое описание
Луковичный геофит.
Растение высотой 7—11 см, с цветоносом размером 6—10 см. Растёт одиночно.
Луковица полукаплевидной формы; оболочка тонкокожистая, бурого цвета. Имеются также вегетативные пемзовидные луковички светло-серого оттенка.
Листорасположение очерёдное. Листья линейные; прикорневых листьев по одному или двум на растении, стеблевые листья малочисленны.
Цветок обычно одиночный, крайне редко наблюдается и второй цветок (часто слаборазвитый). Лепестки золотисто-жёлтые изнутри и пурпурно-зелёные снаружи, тупоконечные, почти одинакового размера.
Тип плода неизвестен; вероятно, коробочка.